# Liste der denkmalgeschützten Objekte in Košice I-Sever
Die Liste der denkmalgeschützten Objekte in Košice I-Kavečany enthält die 92 nach slowakischen Denkmalschutzvorschriften geschützten Objekte im Stadtteil Sever der Stadt Košice.

## Denkmäler
| Foto |                 | Denkmal / č. ÚZPF                                      | Standort / Konskr. Nr.                                        | Offizielle Beschreibung                                  | Beschreibung                                                      | Metadaten                                                           |
| ---- | --------------- | ------------------------------------------------------ | ------------------------------------------------------------- | -------------------------------------------------------- | ----------------------------------------------------------------- | ------------------------------------------------------------------- |
| BW   | Datei hochladen | Wasserwerk(sk) ObjektID: 802-10059/0                   | ? Standort KG: Čermeľ Konskr.Nr.: 3133,3134                   | solitér; vodárnička                                      |                                                                   | č. NKP: 802-10059/0 Stand des NKP: Name: VODÁREŇ                    |
| ja   | Datei hochladen | Burg(sk) ObjektID: 802-1048/0                          | Standort KG: Severné Mesto Konskr.Nr.:                        | ruina; Hrad Hradová (Sokoľ)                              | Burgruine                                                         | č. NKP: 802-1048/0 Stand des NKP: Name: HRAD                        |
| ja   | Datei hochladen | Friedhof(sk) ObjektID: 802-1131/1                      | Standort KG: Severné Mesto Konskr.Nr.:                        | r.k.; Cintorín sv.Rozálie                                | römisch-katholischer Friedhof St. Rosalia                         | č. NKP: 802-1131/1 Stand des NKP: Name: CINTORÍN                    |
| ja   | Datei hochladen | Kapelle(sk) ObjektID: 802-1131/2                       | Standort KG: Severné Mesto Konskr.Nr.: 3359                   | r.k.sv.Rozálie; Morová kaplnka                           | römisch-katholische Kapelle St. Rosalia                           | č. NKP: 802-1131/2 Stand des NKP: Name: KAPLNKA                     |
| ja   | Datei hochladen | Grabstein(sk) ObjektID: 802-1131/3                     | Standort KG: Severné Mesto Konskr.Nr.:                        | kríž; Náhrobok s krížom                                  | Grabstein mit Kreuz                                               | č. NKP: 802-1131/3 Stand des NKP: Name: NÁHROBNÍK                   |
| ja   | Datei hochladen | Mausoleum(sk) ObjektID: 802-1131/4                     | Standort KG: Severné Mesto Konskr.Nr.:                        | Répászky Július s manž.; 1870-1925,architekt             | des Július Répászky und Ehefrau, (Architekt)                      | č. NKP: 802-1131/4 Stand des NKP: Name: MAUZÓLEUM                   |
| ja   | Datei hochladen | Grabstele(sk) ObjektID: 802-1131/5                     | Standort KG: Severné Mesto Konskr.Nr.:                        | Korányi Károly s manželkou; 1838-1911,advokát            | des Károly Korányi und Ehefrau                                    | č. NKP: 802-1131/5 Stand des NKP: Name: HROBKA                      |
| ja   | Datei hochladen | Grabstele(sk) ObjektID: 802-1131/6                     | Standort KG: Severné Mesto Konskr.Nr.:                        | Aranyossy de Forbász; advokát,maliar a grafik            | des Aranyossy de Forbász, Anwalt, Maler, Grafiker                 | č. NKP: 802-1131/6 Stand des NKP: Name: HROBKA                      |
| ja   | Datei hochladen | Grabstein mit Figurengruppe(sk) ObjektID: 802-1131/7   | Standort KG: Severné Mesto Konskr.Nr.:                        | smútiaci manželia; Fiedler Szilárd s manželkou           | Szilárd Fiedler und Ehefrau, trauernde Ehepartner                 | č. NKP: 802-1131/7 Stand des NKP: Name: NÁHROBOK SO SÚSOŠÍM         |
| ja   | Datei hochladen | Grabstele(sk) ObjektID: 802-1131/8                     | Standort KG: Severné Mesto Konskr.Nr.:                        | rod.Jakab; 1834-1903,staviteľ                            | (der Familie) Peter Jakab, Baumeister                             | č. NKP: 802-1131/8 Stand des NKP: Name: HROBKA                      |
| ja   | Datei hochladen | Grabstele(sk) ObjektID: 802-1131/9                     | Standort KG: Severné Mesto Konskr.Nr.:                        | Pürstinger Károly; lekár                                 | des Károly Pürstinger, Arzt                                       | č. NKP: 802-1131/9 Stand des NKP: Name: HROBKA                      |
| ja   | Datei hochladen | Grabstele mit Relief(sk) ObjektID: 802-1131/10         | Standort KG: Severné Mesto Konskr.Nr.:                        | Tordásy András s manželkou; 1811-1894,člen mests.zastup  | des András Tordásy und Ehefrau, (Mitglied der Stadtverwaltung)    | č. NKP: 802-1131/10 Stand des NKP: Name: HROBKA S RELIÉFMI          |
| ja   | Datei hochladen | Grabstein mit Kreuz(sk) ObjektID: 802-1131/11          | Standort KG: Severné Mesto Konskr.Nr.:                        | Münster Teodor; právnik                                  | des Teodor Münster, Anwalt                                        | č. NKP: 802-1131/11 Stand des NKP: Name: NÁHROBOK S KRÍŽOM          |
| ja   | Datei hochladen | Grabstein Mauerblümchen(sk) ObjektID: 802-1131/12      | Standort KG: Severné Mesto Konskr.Nr.:                        | kameň; náhr. manželky Loosza Jozsefa                     | der Frau des Jozsef Loósz                                         | č. NKP: 802-1131/12 Stand des NKP: Name: NÁHROBOK S FIÁLOU          |
| ja   | Datei hochladen | Grabstein mit Relief(sk) ObjektID: 802-1131/13         | Standort KG: Severné Mesto Konskr.Nr.:                        | rod.Csubernáth; rodina Csubernáth                        | der Familie Csubernáth                                            | č. NKP: 802-1131/13 Stand des NKP: Name: HROBKA S RELIÉFMI          |
| ja   | Datei hochladen | Grabstele(sk) ObjektID: 802-1131/14                    | Standort KG: Severné Mesto Konskr.Nr.:                        | Mihalszky István; Mihalszky István                       | des István Mihalszky                                              | č. NKP: 802-1131/14 Stand des NKP: Name: HROBKA                     |
| ja   | Datei hochladen | Grabstele mit Relief(sk) ObjektID: 802-1131/15         | Standort KG: Severné Mesto Konskr.Nr.:                        | Alth József s manželkou; 1821-1890,žup.úrad.,kráľ.radca  | des József Alth und Ehefrau, (Landrat und Berater des Königs)     | č. NKP: 802-1131/15 Stand des NKP: Name: HROBKA S RELIÉFMI          |
| ja   | Datei hochladen | Grabstein mit Statue(sk) ObjektID: 802-1131/16         | Standort KG: Severné Mesto Konskr.Nr.:                        | anjel s krížom; anjel s krížom                           | Engel mit Kreuz                                                   | č. NKP: 802-1131/16 Stand des NKP: Name: NÁHROBOK SO SOCHOU         |
| ja   | Datei hochladen | Grabstele(sk) ObjektID: 802-1131/17                    | Standort KG: Severné Mesto Konskr.Nr.:                        | rod.Wagner a Kriegler; stavitelia,hl.mests.notár         | der Familien Wagner und Kriegler, Bauherren, ?                    | č. NKP: 802-1131/17 Stand des NKP: Name: HROBKA                     |
| ja   | Datei hochladen | Grabstele(sk) ObjektID: 802-1131/18                    | Standort KG: Severné Mesto Konskr.Nr.:                        | rod.Mildner; rodina Mildner                              | der Familie Mildner                                               | č. NKP: 802-1131/18 Stand des NKP: Name: HROBKA                     |
| ja   | Datei hochladen | Aufbahrungskapelle(sk) ObjektID: 802-1131/19           | Standort KG: Severné Mesto Konskr.Nr.:                        | rod. Várady-Szakmáry; rod. Várady-Szakmáry               | der Familie Várady-Szakmáry                                       | č. NKP: 802-1131/19 Stand des NKP: Name: POHREBNÁ KAPLNKA           |
| ja   | Datei hochladen | Grabstele(sk) ObjektID: 802-1131/20                    | Standort KG: Severné Mesto Konskr.Nr.:                        | rod.Wandracsek; 1854-1914,lekár                          | der Familie Wandracsek (Arzt)                                     | č. NKP: 802-1131/20 Stand des NKP: Name: HROBKA                     |
| ja   | Datei hochladen | Grabstele(sk) ObjektID: 802-1131/21                    | Standort KG: Severné Mesto Konskr.Nr.:                        | zlomené stĺpy; rodina Novelly a Marko                    | der Familien Novell und Marko, zerbrochenen Säulen                | č. NKP: 802-1131/21 Stand des NKP: Name: NÁHROBKY                   |
| ja   | Datei hochladen | Aufbahrungskapelle(sk) ObjektID: 802-1131/22           | Standort KG: Severné Mesto Konskr.Nr.:                        | rod.Dessewffy; rodina Dessewffy                          | der Familie Dessewffy                                             | č. NKP: 802-1131/22 Stand des NKP: Name: KAPLNKA POHREBNÁ           |
| ja   | Datei hochladen | Grabsteine(sk) ObjektID: 802-1131/23                   | Standort KG: Severné Mesto Konskr.Nr.:                        | náhrobky rehoľníkov; prepošt Medveczki,opát Krajnik      | des Provosts Medveczki und des Abts Krajnik                       | č. NKP: 802-1131/23 Stand des NKP: Name: NÁHROBKY                   |
| ja   | Datei hochladen | Grabstele(sk) ObjektID: 802-1131/24                    | Standort KG: Severné Mesto Konskr.Nr.:                        | rod.Martoncsik; staviteľ,člen mests.zastup.              | der Familie Martoncsik, Bauer, Mitglied der Stadtverwaltung       | č. NKP: 802-1131/24 Stand des NKP: Name: HROBKA                     |
| ja   | Datei hochladen | Grabstein mit Statue(sk) ObjektID: 802-1131/25         | Standort KG: Severné Mesto Konskr.Nr.:                        | smútiace dievčatko; Marzso Berta                         | der Berta Marzso, trauernde Mädchen                               | č. NKP: 802-1131/25 Stand des NKP: Name: NÁHROBOK SO SOCHOU         |
| ja   | Datei hochladen | HROBKA S VÁZOU ObjektID: 802-1131/26                   | Standort KG: Severné Mesto Konskr.Nr.:                        | rod.Strasser; rodina Strasser                            | der Familie Strasser                                              | č. NKP: 802-1131/26 Stand des NKP: Name: HROBKA S VÁZOU             |
| ja   | Datei hochladen | Grabstele(sk) ObjektID: 802-1131/27                    | Standort KG: Severné Mesto Konskr.Nr.:                        | rod.Gurdélyi; 1816-1901,1861-1926,lekári                 | der Familie Gurdélyi, Ärzte                                       | č. NKP: 802-1131/27 Stand des NKP: Name: HROBKA                     |
| ja   | Datei hochladen | Grabstele mit Relief(sk) ObjektID: 802-1131/28         | Standort KG: Severné Mesto Konskr.Nr.:                        | rod.Haltenberger; podnikatelia                           | der Familie Haltenberger, Unternehmer                             | č. NKP: 802-1131/28 Stand des NKP: Name: HROBKA S RELIÉFMI          |
| ja   | Datei hochladen | Grabstele(sk) ObjektID: 802-1131/29                    | Standort KG: Severné Mesto Konskr.Nr.:                        | rod.Gurszky; rodina Gurszky                              | der Familie Gurszky                                               | č. NKP: 802-1131/29 Stand des NKP: Name: HROBKA                     |
| ja   | Datei hochladen | Grabstele(sk) ObjektID: 802-1131/30                    | Standort KG: Severné Mesto Konskr.Nr.:                        | rod.Schvartz János; Schvartz János s rodinou             | der Familie János Schvartz                                        | č. NKP: 802-1131/30 Stand des NKP: Name: HROBKA                     |
| ja   | Datei hochladen | Grabstein mit Statue(sk) ObjektID: 802-1131/31         | Standort KG: Severné Mesto Konskr.Nr.:                        | Megay Adolf s manželkou; 1831-1910,podnikateľ            | des Adolf Megay und Ehefrau, Unternehmer                          | č. NKP: 802-1131/31 Stand des NKP: Name: NÁHROBOK SO SOCHOU         |
| ja   | Datei hochladen | Grabstein mit Statue(sk) ObjektID: 802-1131/32         | Standort KG: Severné Mesto Konskr.Nr.:                        | Fiedler Károly s manželkou; 1833-1909,podnik.,kráľ.radca | des Károly Fiedler und Ehefrau, (Unternehmen, Berater des Königs) | č. NKP: 802-1131/32 Stand des NKP: Name: NÁHROBOK SO SOCHOU         |
| ja   | Datei hochladen | Grabstein(sk) ObjektID: 802-1131/33                    | KG: Severné Mesto Konskr.Nr.:                                 | Melczer Georgine a Malvini; mecenášky umenia             | Georgine und Malvina Melczer, Kunstmäzeninnen                     | č. NKP: 802-1131/33 Stand des NKP: Name: NÁHROBOK                   |
| ja   | Datei hochladen | Grab mit Relief(sk) ObjektID: 802-1131/34              | Standort KG: Severné Mesto Konskr.Nr.:                        | rod.Biegel; rodina Biegel                                | der Familie Biegel                                                | č. NKP: 802-1131/34 Stand des NKP: Name: HROBKA S RELIÉFMI          |
| ja   | Datei hochladen | Grabstele(sk) ObjektID: 802-1131/35                    | Standort KG: Severné Mesto Konskr.Nr.:                        | rod.Girsik; rodina Girsik                                | der Familie Girsik                                                | č. NKP: 802-1131/35 Stand des NKP: Name: HROBKA                     |
| ja   | Datei hochladen | Grabstele(sk) ObjektID: 802-1131/36                    | Standort KG: Severné Mesto Konskr.Nr.:                        | rod.Polinszky; 1835-1910,inžinier                        | der Familie Polinszky, (Ingenieur)                                | č. NKP: 802-1131/36 Stand des NKP: Name: HROBKA                     |
| ja   | Datei hochladen | Grabstele(sk) ObjektID: 802-1131/37                    | Standort KG: Severné Mesto Konskr.Nr.:                        | rod.Hegedüsa Lajosa; 1833-1913,člen mests.zastup.        | der Familie Lajosa Hegedüsa, Mitglied der Stadtverwaltung         | č. NKP: 802-1131/37 Stand des NKP: Name: HROBKA                     |
| ja   | Datei hochladen | Grabstein mit Statue(sk) ObjektID: 802-1131/38         | Standort KG: Severné Mesto Konskr.Nr.:                        | anjel; Laszgallner Dóra                                  | der Dóra Laszgallner, Engel                                       | č. NKP: 802-1131/38 Stand des NKP: Name: NÁHROBOK SO SOCHOU         |
| ja   | Datei hochladen | HROBKA S VÁZOU ObjektID: 802-1131/39                   | KG: Severné Mesto Konskr.Nr.:                                 | rod.Novelly; 1827-1897,obchodnník,podnikat.              | der Familie Novelly, (Händler, Unternehmer)                       | č. NKP: 802-1131/39 Stand des NKP: Name: HROBKA S VÁZOU             |
| ja   | Datei hochladen | Grabstein mit Statuen(sk) ObjektID: 802-1131/40        | KG: Severné Mesto Konskr.Nr.:                                 | anjeli strážcovia; Szárosy István a Klempay Mária        | des István Szárosy und der Mária Klempay, Schutzengel             | č. NKP: 802-1131/40 Stand des NKP: Name: NÁHROBKY SO SOCHAMI        |
| ja   | Datei hochladen | Aufbahrungskapelle(sk) ObjektID: 802-1131/41           | Standort KG: Severné Mesto Konskr.Nr.:                        | rod.Bayer; 1804-?,zakl.priemys.pivovar.                  | der Familie Bayer, ? Brauer                                       | č. NKP: 802-1131/41 Stand des NKP: Name: KAPLNKA POHREBNÁ           |
| ja   | Datei hochladen | Grabstein und Denkmal(sk) ObjektID: 802-1131/42        | Standort KG: Severné Mesto Konskr.Nr.:                        | rod.Schirger; 1840-1892,obchodník                        | der Familie Schirger, Händler                                     | č. NKP: 802-1131/42 Stand des NKP: Name: HROBKA S POMNÍKOM          |
| ja   | Datei hochladen | Grabstein mit Statuen(sk) ObjektID: 802-1131/43        | Standort KG: Severné Mesto Konskr.Nr.:                        | Oelschläger Lajos s manželkou; architekt                 | des Lajos Oelschläger und Ehefrau (Architekt)                     | č. NKP: 802-1131/43 Stand des NKP: Name: NÁHROBOK SO SÚSOŠÍM        |
| ja   | Datei hochladen | Denkmal mit Büste und Relief(sk) ObjektID: 802-1131/44 | Standort KG: Severné Mesto Konskr.Nr.:                        | Rumann Ján Dr.; 1876-1923,mestský župan                  | für den Politiker Dr. Ján Rumann                                  | č. NKP: 802-1131/44 Stand des NKP: Name: POMNÍK S BUSTOU A RELIÉFOM |
| ja   | Datei hochladen | Aufbahrungskapelle(sk) ObjektID: 802-1131/45           | Standort KG: Severné Mesto Konskr.Nr.:                        | rod.Déri; rodina Déri                                    | der Familie Déri                                                  | č. NKP: 802-1131/45 Stand des NKP: Name: KAPLNKA POHREBNÁ           |
| ja   | Datei hochladen | Grabstein mit Statue(sk) ObjektID: 802-1131/46         | Standort KG: Severné Mesto Konskr.Nr.:                        | anjelik s krížom; Orban Klarika                          | der Klarika Orban, Engel mit Kreuz                                | č. NKP: 802-1131/46 Stand des NKP: Name: NÁHROBOK SO SOCHOU         |
| ja   | Datei hochladen | Grabstele(sk) ObjektID: 802-1131/47                    | Standort KG: Severné Mesto Konskr.Nr.:                        | rod.Burger; rodina Burger                                | der Familie Burger                                                | č. NKP: 802-1131/47 Stand des NKP: Name: HROBKA                     |
| ja   | Datei hochladen | Grabstele ObjektID: 802-1131/48                        | Standort KG: Severné Mesto Konskr.Nr.:                        | rod.Vaskor; rodina Vaskor                                | der Familie Vaskor                                                | č. NKP: 802-1131/48 Stand des NKP: Name: Grabstele                  |
| ja   | Datei hochladen | Grabstele(sk) ObjektID: 802-1131/49                    | KG: Severné Mesto Konskr.Nr.:                                 | rod.Mózer; Mózer Rudolf s rodinou                        | der Familie Rudolf Mózer                                          | č. NKP: 802-1131/49 Stand des NKP: Name: HROBKA                     |
| ja   | Datei hochladen | Grabstele(sk) ObjektID: 802-1131/50                    | KG: Severné Mesto Konskr.Nr.:                                 | rod.Kühlmann; obchodníci                                 | der Familie Kühlmann, Händler                                     | č. NKP: 802-1131/50 Stand des NKP: Name: HROBKA                     |
| ja   | Datei hochladen | HROBKA S ERBOM ObjektID: 802-1131/51                   | Standort KG: Severné Mesto Konskr.Nr.:                        | rod.Parcher; rodina Parcher                              | der Familie Parcher                                               | č. NKP: 802-1131/51 Stand des NKP: Name: HROBKA S ERBOM             |
| ja   | Datei hochladen | HROBKA S KARTUŠOU ObjektID: 802-1131/52                | KG: Severné Mesto Konskr.Nr.:                                 | rod.Martonova; rodina Martonova                          | der Familie Martonova                                             | č. NKP: 802-1131/52 Stand des NKP: Name: HROBKA S KARTUŠOU          |
| ja   | Datei hochladen | Grabstele(sk) ObjektID: 802-1131/53                    | Standort KG: Severné Mesto Konskr.Nr.:                        | rod.Krčméry; rodina Krčméry                              | der Familie Krčméry                                               | č. NKP: 802-1131/53 Stand des NKP: Name: HROBKA                     |
| ja   | Datei hochladen | Grabstele(sk) ObjektID: 802-1131/54                    | KG: Severné Mesto Konskr.Nr.:                                 | rod.Dorner; 1808-?,advokát,statkár                       | der Familie Dorner (Rechtsanwalt, Grundbesitzer)                  | č. NKP: 802-1131/54 Stand des NKP: Name: HROBKA                     |
| ja   | Datei hochladen | Grabstele(sk) ObjektID: 802-1131/55                    | Standort KG: Severné Mesto Konskr.Nr.:                        | Hollmann Gusztav s manž.; Hollmann Gusztav s manželkou   | des Gusztav Hollmann und Ehefrau                                  | č. NKP: 802-1131/55 Stand des NKP: Name: HROBKA                     |
| ja   | Datei hochladen | Grabstele mit Statue(sk) ObjektID: 802-1131/56         | Standort KG: Severné Mesto Konskr.Nr.:                        | rod.Czitó; rodina Czitó                                  | der Familie Czitó                                                 | č. NKP: 802-1131/56 Stand des NKP: Name: HROBKA SO SOCHOU           |
| ja   | Datei hochladen | Grabstele(sk) ObjektID: 802-1131/57                    | Standort KG: Severné Mesto Konskr.Nr.:                        | rod.Nedelco a Klimko; rodina Nedelco a Klimko            | der Familien Nedelco und Klimko                                   | č. NKP: 802-1131/57 Stand des NKP: Name: HROBKA                     |
| ja   | Datei hochladen | Grab mit Wappen(sk) ObjektID: 802-1131/58              | Standort KG: Severné Mesto Konskr.Nr.:                        | rod.Zsigmond-Fülop; advokát,štátny prokurátor            | der Familie Zsigmond-Fülop, (Rechtsanwalt, Staatsanwalt)          | č. NKP: 802-1131/58 Stand des NKP: Name: HROBKA S ERBOM             |
| BW   | Datei hochladen | Denkmal(sk) ObjektID: 802-4547/0                       | Čermeľské údolie 0 Standort KG: Severné Mesto Konskr.Nr.:     | obete fašizmu; Pamätník obetí fašizmu                    | für die Opfer des Faschismus                                      | č. NKP: 802-4547/0 Stand des NKP: Name: PAMÄTNÍK                    |
| ja   | Datei hochladen | Schule(sk) ObjektID: 802-1157/0                        | Komenského ul. 2,4 Standort KG: Severné Mesto Konskr.Nr.: 57  | solitér; Katedra,aula fyziky TU Košice                   | Abteilung der techn. Universität Kosice, Auditorium Physik        | č. NKP: 802-1157/0 Stand des NKP: Name: ŠKOLA                       |
| ja   | Datei hochladen | Militärschule(sk) ObjektID: 802-3665/0                 | Komenského ul. 39 Standort KG: Severné Mesto Konskr.Nr.: 73   | solitér,chodbová; Kadetka                                | Doppelhaus, Kadettenanstalt                                       | č. NKP: 802-3665/0 Stand des NKP: Name: ŠKOLA VOJENSKÁ              |
| ja   | Datei hochladen | Schule 1(sk) ObjektID: 802-1158/1                      | Komenského ul. 73 Standort KG: Severné Mesto Konskr.Nr.: 3141 | chodbová,solitér; kancelárie,laborator.,č.8,č.9          | Doppelhaus, Büros, Laboratorien                                   | č. NKP: 802-1158/1 Stand des NKP: Name: ŠKOLA I.                    |
| ja   | Datei hochladen | Schule 2(sk) ObjektID: 802-1158/2                      | Komenského ul. 73 Standort KG: Severné Mesto Konskr.Nr.: 3142 | chodbová,solitér; kancelárie,objekt č.11                 | Doppelhaus, Büros                                                 | č. NKP: 802-1158/2 Stand des NKP: Name: ŠKOLA II.                   |
| ja   | Datei hochladen | Schule 3(sk) ObjektID: 802-1158/3                      | Komenského ul. 73 Standort KG: Severné Mesto Konskr.Nr.: 3145 | chodbová,solitér; kancelárie,objekt č.10                 | Doppelhaus, Büros                                                 | č. NKP: 802-1158/3 Stand des NKP: Name: ŠKOLA III.                  |
| ja   | Datei hochladen | Werkstatt(sk) ObjektID: 802-1158/4                     | Komenského ul. 73 Standort KG: Severné Mesto Konskr.Nr.: 3207 | solitér; kancelárie,posluchár.,č.39                      | Büros, Hörsäle                                                    | č. NKP: 802-1158/4 Stand des NKP: Name: DIELNE                      |
| ja   | Datei hochladen | Internat 1(sk) ObjektID: 802-1158/5                    | Komenského ul. 73 Standort KG: Severné Mesto Konskr.Nr.: 3211 | chodbový,solitér; kancelárie,laborator.,č.4              | Doppelhaus, Büros, Laboratorien                                   | č. NKP: 802-1158/5 Stand des NKP: Name: INTERNÁT I.                 |
| ja   | Datei hochladen | Internat 2(sk) ObjektID: 802-1158/6                    | Komenského ul. 73 Standort KG: Severné Mesto Konskr.Nr.: 3213 | chodbový,solitér; kancelárie,laborator.,č.5              | Doppelhaus, Büros, Laboratorien                                   | č. NKP: 802-1158/6 Stand des NKP: Name: INTERNÁT II.                |
| ja   | Datei hochladen | Internat 3(sk) ObjektID: 802-1158/7                    | Komenského ul. 73 Standort KG: Severné Mesto Konskr.Nr.: 3214 | chodbový,solitér; kancelárie,posluchár.,č.6              | Doppelhaus, Büros, Hörsäle                                        | č. NKP: 802-1158/7 Stand des NKP: Name: INTERNÁT III.               |
| ja   | Datei hochladen | Verwaltungsgebäude(sk) ObjektID: 802-1158/8            | Komenského ul. 73 Standort KG: Severné Mesto Konskr.Nr.: 3219 | chodbová,solitér; kancelária,cvičebňa,č.7                | Doppelhaus, Büros, Übungsräume                                    | č. NKP: 802-1158/8 Stand des NKP: Name: BUDOVA ADMINISTRATÍVNA      |
| ja   | Datei hochladen | Wirtschaftsgebäude(sk) ObjektID: 802-1158/9            | Komenského ul. 73 Standort KG: Severné Mesto Konskr.Nr.:      | solitér; skleník.hospod. a kotolňa,č.25                  |                                                                   | č. NKP: 802-1158/9 Stand des NKP: Name: STAVBA HOSPODÁRSKA          |
| ja   | Datei hochladen | Brandstation(sk) ObjektID: 802-1158/10                 | Komenského ul. 73 Standort KG: Severné Mesto Konskr.Nr.: 2757 | solitér; garáž,objekt č.21                               | Garagen                                                           | č. NKP: 802-1158/10 Stand des NKP: Name: ZBROJNICA POŽIARNA         |
| ja   | Datei hochladen | Garten- und Landschaftsbau(sk) ObjektID: 802-1158/11   | Komenského ul. 73 Standort KG: Severné Mesto Konskr.Nr.:      | Zeleň v areáli ústavu                                    | Grünanlagen des Instituts                                         | č. NKP: 802-1158/11 Stand des NKP: Name: ÚPRAVA SADOVNÍCKA          |
| ja   | Datei hochladen | Kirche(sk) ObjektID: 802-1128/1                        | Na kalvárii ul. Standort KG: Severné Mesto Konskr.Nr.: 2222   | r.k.P.M.Sedembolestnej; kalvársky,pútnický,saleziánsky   | römisch-katholische Kirche Maria der sieben Schmerzen             | č. NKP: 802-1128/1 Stand des NKP: Name: KOSTOL                      |
| ja   | Datei hochladen | Kalvarienbergkapelle(sk) ObjektID: 802-1128/2          | Na kalvárii ul. Standort KG: Severné Mesto Konskr.Nr.:        | 1.zastavenie; Kristus na hore Olivovej                   | 1. Kreuzwegstation, Christus auf dem Ölberg                       | č. NKP: 802-1128/2 Stand des NKP: Name: KAPLNKA KALVÁRSKA           |
| ja   | Datei hochladen | Kalvarienbergkapelle(sk) ObjektID: 802-1128/3          | Na kalvárii ul. Standort KG: Severné Mesto Konskr.Nr.:        | 2.zastavenie; Judášova zrada                             | 2. Kreuzwegstation, Verrat des Judas                              | č. NKP: 802-1128/3 Stand des NKP: Name: KAPLNKA KALVÁRSKA           |
| ja   | Datei hochladen | Kalvarienbergkapelle(sk) ObjektID: 802-1128/4          | Na kalvárii ul. Standort KG: Severné Mesto Konskr.Nr.:        | 3.zastavenie; Kristus pred Kaifášom                      | 3. Kreuzwegstation, Christus vor Kaiphas                          | č. NKP: 802-1128/4 Stand des NKP: Name: KAPLNKA KALVÁRSKA           |
| ja   | Datei hochladen | Kalvarienbergkapelle(sk) ObjektID: 802-1128/5          | Na kalvárii ul. Standort KG: Severné Mesto Konskr.Nr.:        | 4.zastavenie; Pilát odsudzuje Krista                     | 4. Kreuzwegstation, Pilatus verurteilt Christus                   | č. NKP: 802-1128/5 Stand des NKP: Name: KAPLNKA KALVÁRSKA           |
| ja   | Datei hochladen | Kalvarienbergkapelle(sk) ObjektID: 802-1128/6          | Na kalvárii ul. Standort KG: Severné Mesto Konskr.Nr.:        | 5.zastavenie; Bičovanie Krista                           | 5. Kreuzwegstation, [Play] Auspeitschen Christi                   | č. NKP: 802-1128/6 Stand des NKP: Name: KAPLNKA KALVÁRSKA           |
| ja   | Datei hochladen | Kalvarienbergkapelle(sk) ObjektID: 802-1128/7          | Na kalvárii ul. Standort KG: Severné Mesto Konskr.Nr.:        | 6.zastavenie; Korunovanie Krista tŕním                   | 6. Kreuzwegstation, Dornenkrönung Christi                         | č. NKP: 802-1128/7 Stand des NKP: Name: KAPLNKA KALVÁRSKA           |
| ja   | Datei hochladen | Kalvarienbergkapelle(sk) ObjektID: 802-1128/8          | Na kalvárii ul. Standort KG: Severné Mesto Konskr.Nr.:        | 7.zastavenie; Ecce Homo                                  | 7. Kreuzwegstation, Ecce Homo                                     | č. NKP: 802-1128/8 Stand des NKP: Name: KAPLNKA KALVÁRSKA           |
| ja   | Datei hochladen | Kalvarienbergkapelle(sk) ObjektID: 802-1128/9          | Na kalvárii ul. Standort KG: Severné Mesto Konskr.Nr.:        | mariánska; Immaculata                                    | Unbefleckte Jungfrau Maria                                        | č. NKP: 802-1128/9 Stand des NKP: Name: KAPLNKA KALVÁRSKA           |
| ja   | Datei hochladen | Kalvarienbergkapelle(sk) ObjektID: 802-1128/10         | Na kalvárii ul. Standort KG: Severné Mesto Konskr.Nr.:        | mariánska; kaplnka Nanebovzat.Panny Márie                | Kapelle Himmelfahrt der Jungfrau Maria                            | č. NKP: 802-1128/10 Stand des NKP: Name: KAPLNKA KALVÁRSKA          |
| ja   | Datei hochladen | Kalvarienbergkapelle(sk) ObjektID: 802-1128/11         | Na kalvárii ul. Standort KG: Severné Mesto Konskr.Nr.:        | 8.zastavenie; Kristus napomína plačúce ženy              | 8. Kreuzwegstation, Christus ermuntert die weinenden Frauen       | č. NKP: 802-1128/11 Stand des NKP: Name: KAPLNKA KALVÁRSKA          |
| ja   | Datei hochladen | Kalvarienbergkapelle(sk) ObjektID: 802-1128/12         | Na kalvárii ul. Standort KG: Severné Mesto Konskr.Nr.:        | 9.zastavenie; 3.pád Krista pod krížom                    | 9. Kreuzwegstation, 3. Sturz Christi unterm Kreuz                 | č. NKP: 802-1128/12 Stand des NKP: Name: KAPLNKA KALVÁRSKA          |
| ja   | Datei hochladen | Kalvarienbergkapelle(sk) ObjektID: 802-1128/13         | Na kalvárii ul. Standort KG: Severné Mesto Konskr.Nr.:        | 10.zastavenie; Kristus a Veronika                        | 10. Kreuzwegstation, Christus und Veronika                        | č. NKP: 802-1128/13 Stand des NKP: Name: KAPLNKA KALVÁRSKA          |
| ja   | Datei hochladen | Kalvarienbergkapelle(sk) ObjektID: 802-1128/14         | Na kalvárii ul. Standort KG: Severné Mesto Konskr.Nr.:        | 11.zastavenie; Pribíjanie Krista na kríž                 | 11. Kreuzwegstation, Christus wird ans Kreuz geschlagen           | č. NKP: 802-1128/14 Stand des NKP: Name: KAPLNKA KALVÁRSKA          |
| ja   | Datei hochladen | Kalvarienbergkapelle(sk) ObjektID: 802-1128/15         | Na kalvárii ul. Standort KG: Severné Mesto Konskr.Nr.:        | 12.zastavenie; Ukrižovanie Krista                        | 12. Kreuzwegstation, Kreuzigung Christi                           | č. NKP: 802-1128/15 Stand des NKP: Name: KAPLNKA KALVÁRSKA          |
| ja   | Datei hochladen | Kalvarienbergkapelle(sk) ObjektID: 802-1128/16         | Na kalvárii ul. Standort KG: Severné Mesto Konskr.Nr.:        | 13.zastavenie; Snímanie Krista z kríža                   | 13. Kreuzwegstation, Abnahme Christi vom Kreuz                    | č. NKP: 802-1128/16 Stand des NKP: Name: KAPLNKA KALVÁRSKA          |
| ja   | Datei hochladen | Kalvarienbergkapelle(sk) ObjektID: 802-1128/17         | Na kalvárii ul. Standort KG: Severné Mesto Konskr.Nr.:        | 14.zastavenie kríž.cesty; Ukladanie Krista do hrobu      | 14. Kreuzwegstation, Grablegung Christi                           | č. NKP: 802-1128/17 Stand des NKP: Name: KAPLNKA KALVÁRSKA          |
| ja   | Datei hochladen | Schule(sk) ObjektID: 802-3658/0                        | Park Angelinum 9 Standort KG: Severné Mesto Konskr.Nr.: 1126  | univerzita; Škola uršulínok                              | Universität, Ursulinenschule                                      | č. NKP: 802-3658/0 Stand des NKP: Name: ŠKOLA                       |

## Legende
Die Tabelle enthält im Einzelnen folgende Informationen:
| Foto:                    | Fotografie des Denkmals. |
| Denkmal / č. ÚZPF:       | Die Übersetzung der Bezeichnung des Denkmals, wie sie vom Slowakischen Denkmalamt (Pamiatkový úrad Slovenskej republiky) verwendet wird. Die Originalbezeichnung ist unter dem Fragezeichen angegeben. Fehlt die Übersetzung, so wird die Originalbezeichnung direkt angezeigt. Weiters ist die Objekt-Identifikationsnummer (Objekt ID) angeführt. Sie ist die offizielle, in der Slowakei eindeutige Nummer č. ÚZPF inklusive der zugehörigen Zählnummer, wie sie in den Daten des Denkmalamtes angegeben wird. Da diese nur innerhalb eines Landkreises gezählt wird, ist dessen Nummer der Denkmalnummer vorangestellt. |
| Standort:                | Wenn in der Liste vorhanden, ist die Adresse angegeben. In Klammern kann sich noch eine zusätzliche Adresse befinden, wenn es beispielsweise ein Eckhaus ist. Bei freistehenden Objekten ohne Adresse (zum Beispiel bei Bildstöcken) ist eine Adresse angegeben, die in der Nähe des Objekts liegt. Durch Aufruf des Links Standort wird die Lage des Denkmals in verschiedenen Kartenprojekten angezeigt. Darunter sind die Katastralgemeinde (KG) und, wenn vorhanden, die Konskriptionsnummer (Konskr. Nr.) angegeben.                                                                                                   |
| Offizielle Beschreibung: | Es ist die Kurzbeschreibung auf Slowakisch, wie sie in den offiziellen Listen angegeben ist, eingetragen. |
| Beschreibung:            | Kurze Angaben zum Denkmal auf Deutsch. |
| Metadaten:               | Zusätzlich werden, wenn in den persönlichen Einstellungen das Helferlein Dauerhaftes Einblenden von Metadaten aktiviert ist, ebensolche angezeigt. |

- Karte mit allen Koordinaten:
- OSM |
- WikiMap